# Big N' Tasty
 (janvier 2017).
Si vous disposez d'ouvrages ou d'articles de référence ou si vous connaissez des sites web de qualité traitant du thème abordé ici, merci de compléter l'article en donnant les références utiles à sa vérifiabilité et en les liant à la section « Notes et références ».

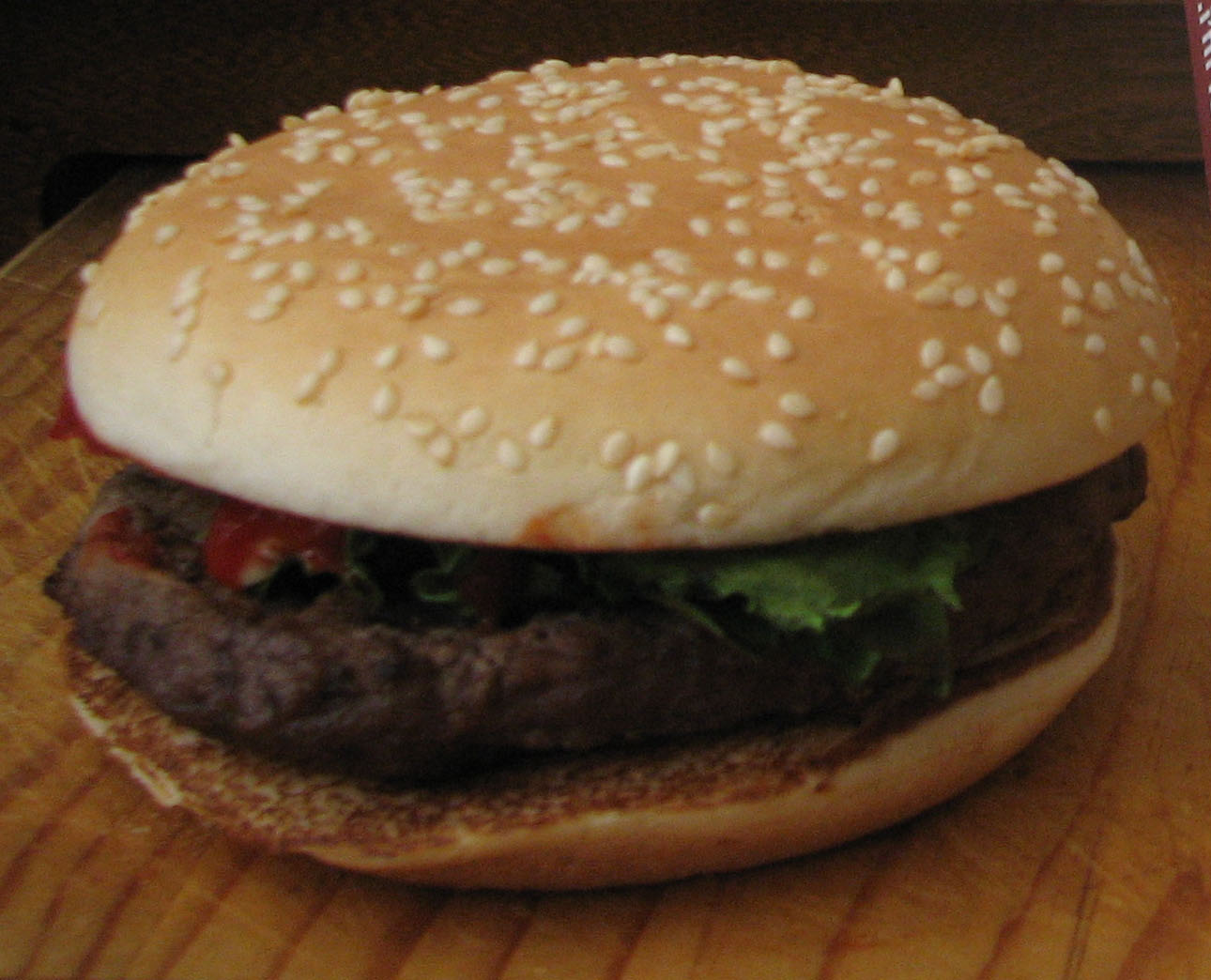
Le hamburger Big N' Tasty.

Le Big N' Tasty (littéralement « Le grand et savoureux »), connu aussi au Québec et Nouveau-Brunswick sous le nom de McXtra, est un des nombreux hamburgers créés par la firme de restauration rapide McDonald's. Il est introduit dans tous les restaurants des villes américaines en 1997. Voyant son succès augmenter, il est progressivement diffusé de par le monde grâce à une publicité mettant en scène un basketteur de la NBA, Kobe Bryant, à partir du 16 février 2001.

Ce hamburger se compose d'une tranche de viande de bœuf, deux pains-brioches avec des graines de sésame, quelques feuilles de laitue, une  tranche de tomate, des oignons, et une sauce grill. Lors de sa sortie en Amérique, il eut un succès important auprès des clients.
Au Canada, ce même sandwich est vendu sous le nom de Grand Xtra, nom emprunté au hamburger qui a remplacé le Big N' Tasty. En Europe, il existe aussi un autre sandwich portant le nom de Big tasty. Sa composition est légèrement différente : de la viande de bœuf, deux pains-brioches avec des graines de sésame, de la laitue, deux tranches de tomate, de la sauce Big Tasty, quelques oignons et de l'emmental.
Au Royaume-Uni, le Big Tasty est lancé en décembre 2003 sous le slogan : « désolé les yankees, celui-ci est pour nous ! ». Il n'est plus vendu à partir d'août 2005, mais revient dans les restaurants le 27 septembre 2006.
Le Big N' Tasty est aussi vendu sous le nom de Big Tasty en France, en Argentine, en Autriche, au Brésil, au Danemark, en Grèce, en Italie, au Mexique, en Norvège, en Pologne, au Liban, à Porto Rico, en Finlande, au Maroc, en Suède et en Suisse.
Un dérivé du Big N' Tasty est le Big Tasty Bacon vendu en France, aux Pays-Bas, en Pologne, en Autriche, en Irlande, en Suisse, en Suède et en Grèce. Sa composition est la même que le Big N' Tasty, mais avec deux tranches de bacon en plus.
Un autre dérivé du Big Tasty est le "Big Tasty saveur Texas", la composition du Hamburger est la même on y note le simple ajout d'une sauce semblable à la "sauce Barbecue". Il est commercialisé au Maroc à partir de février 2008.
Il est également vendu en France depuis fin novembre 2007. La recette reste la même que le Big Tasty mais avec une tranche de bacon en plus et une tranche de fromage en moins. En août 2023, le format du Big Tasty vendu en France est réduit et l'option seconde viande apparaît.